# Zbigniew Regucki
Zbigniew Stanisław Regucki (ur. 15 grudnia 1936 w Miechowie, zm. 19 kwietnia 2024 w Krakowie) – polski dziennikarz i działacz partyjny Polskiej Zjednoczonej Partii Robotniczej.

## Życiorys
Syn Stanisława i Anieli. W 1964 ukończył studia w Wyższej Szkole Pedagogicznej w Krakowie. Pełnił funkcję szefa Rady Okręgowej Zrzeszenia Studentów Polskich w Krakowie (1968–1969), założyciela gazety „Student”, zastępcy redaktora naczelnego „Gazety Krakowskiej” (1971), a następnie jej redaktora naczelnego (1971–1980); również przewodniczącego krakowskiego oddziału Stowarzyszenia Dziennikarzy Polskich (do 1980).
Od 1963 należał do Polskiej Zjednoczonej Partii Robotniczej. Od 1969 do 1971 pełnił funkcję sekretarza ds. propagandy Komitetu Dzielnicowego PZPR Kraków-Zwierzyniec. Od 1971 do 1975 wchodził w skład egzekutywy Komitetu Krakowskiego, a od 1975 do 1980 Komitetu Wojewódzkiego PZPR w Krakowie. Stanisław Kania powierzył mu kierownictwo Kancelarii Sekretariatu KC PZPR (1980–1981).
Pełnił funkcję redaktora naczelnego kwartalnika „Kraków” (1984–1991). 
Zmarł w 2024 roku. Pochowany na cmentarzu w Borku Fałęckim.

## Nagrody i odznaczenia
- Nagroda indywidualna RSW „Prasa-Książka-Ruch” (1974)[4]
- Brązowe odznaczenie im. Janka Krasickiego (1969)[5]